# Acritus egregius
Acritus egregius är en skalbaggsart som beskrevs av Cooman 1932. Acritus egregius ingår i släktet Acritus och familjen stumpbaggar. Inga underarter finns listade i Catalogue of Life.